# 心を繋ぐ6ペンス (映画)
『心を繋ぐ6ペンス』（こころをつなぐ6ペンス、Half a Sixpence）は、ジョージ・シドニー監督による1967年のイギリスのミュージカル映画。
脚本はビヴァリー・クロスで、同じくクロスによる同名の舞台ミュージカルの映画化作品である。H・G・ウェルズによる1905年の自伝的小説『キップス：素朴な魂の物語』 (Kipps: The Story of a Simple Soul) を原作とする。音楽と歌詞はデイヴィッド・ヘネカーによる。

## 物語
エドワード朝時代のイングランドで、主人公の仕立職人アーサー・キップスはメイド奉公をしている幼馴染のアンと愛し合っていた。子供の頃に拾った6ペンス硬貨を半分に割って持ち合っていた2人は所帯を持てる日を楽しみにしていたが、キップスは突然舞い込んだ幸運によって、上流階級と付き合う大金持ちとなってしまう。キップスはアンのことをすっかり忘れ、名家の令嬢ヘレン・ウォーシンガムに夢中になるが、実はウォーシンガム家の狙いはキップスの財産であり、陰で彼の育ちを馬鹿にしていた。しかも、キップスとヘレンとの婚約披露のパーティが開かれたのは、なんとアンの奉公先だった。アンはキップスの姿を見て驚き、盆を取り落としてしまう。周囲の人間がアンのことを悪し様に言うのを聞いたキップスは初めて自分の立場に気づき、ヘレンとの結婚を取りやめると宣言する。
こうしてキップスとアンは友人たちに祝福されて結婚するが、アンは使用人がいる生活になじめず、つい自分で掃除などをしてしまう有様で、キップスとの仲もぎくしゃくする。そこに、キップスの財産を運用していたヘレンの兄が事業に失敗し、キップスが無一文になったという知らせが来る。キップスは愕然とするが、元の生活に戻れるとアンが喜ぶ。そこに、もう1つ知らせが来る。大金持ちになった当時に投資していた知り合いの劇作家チタローの芝居が当たり、その配当金が届いたのだ。それは2人で住む小さな家を買うのに、ちょうど良い金額だった。

## 撮影
屋外シーンの撮影は、ロイヤル・タンブリッジ・ウェルズのパンタイルズ（屋根付き通路を持つ町並み）、オックスフォードシャーのブレナム宮殿、バークシャーのオークリー・コートなどで行われた。屋内シーンはサリーのシェパートン・スタジオの撮影である。

## 配役
- アーサー・キップス（主人公、仕立職人） - トミー・スティール
- アン（キップスのガールフレンド、メイド） - ジュリア・フォスター
- アンの歌（吹替） - マルティ・ウェッブ
- ハリー・チタロー（劇作家） - シリル・リチャード
- ピアス（キップスの仕事仲間） - グローヴァー・デール
- シャルフォード（キップスの雇い主） - ヒルトン・エドワーズ
- ヘレン・ウォルシンガム（富豪の令嬢） - ペネロープ・ホーナー
- ウォルシンガム夫人（ヘレンの母） - パメラ・ブラウン
- フロー - ジュリア・サットン

## 製作スタッフ
- 振付 - ギリアン・リン
- 製作デザイン - テッド・ハワース
- 美術デザイン - ピーター・マートン
- 衣装デザイン - ジョアン・ブリッジ、エリザベス・ハッフェンデン

## 歌
- すべてこれ節約のため（All in The Cause of Economy） - キップス、ピアースと仕事仲間
- 心を繋ぐ6ペンス（Half A Sixpence） - キップス、アン
- ありあまる金（Money to Burn） - キップス、チタロー、ヘレン、コーラス
- 一言も信じない（I Don't Believe A Word of It） - アンとその友達、キップス、ピアースと仕事仲間
- すてきな紳士（A Proper Gentleman） - コーラス
- 彼女は高嶺の花（She's Too Far Above Me） - キップス
- どうせ降るなら他の日に（If The Rain's Got To Fall） - キップス、子供たち、コーラス
- ボート・レースの歌（Lady Botting's Boating Regatta Cup Racing Song） - キップス、コーラス
- ピカッ・ドカン・キャッ（Flash, Bang, Wallop!） - キップス、ピアース、コーラス
- 私は自分を知っている（I Know What I Am） - アン
- これが僕の世界（This Is My World） - キップス
- フィナーレ：心を繋ぐ6ペンス、ピカッ・ドカン・キャッ - キップス、アン、コーラス

## 受賞およびノミネート
本作は英国アカデミー賞（BAFTA）の衣装デザイン部門にノミネートされた。受賞は結局『わが命つきるとも』にさらわれたが、デザイナーは『わが命つきるとも』の衣装デザインと同一だったため、手ぶらで帰ることにはならなかった。